# Лозова Рудка
Лозова Рудка (рос. Лозовая Рудка) — хутір у Борисовському районі Бєлгородської області Російської Федерації. 
Населення становить 45  осіб. Входить до складу муніципального утворення Бернзовське сільське поселення.

## Історія
Населений пункт розташований у східній частині української суцільної етнічної території — східній Слобожанщині.
Згідно із законом від 20 грудня 2004 року № 159 від 1 січня 2006 року органом місцевого самоврядування було Бернзовське сільське поселення.
12 березня 2024 року село було зайняте силами РДК, легіону «Свобода Росії» і Сибірського батальйону.

## Населення
| 2002 | 2010 |
| ---- | ---- |
| 48   | ↘45  |